# القابل (البيضاء)
القابل هي إحدى قرى الجمهورية اليمنية. وهي تتبع جغرافيًا لمحافظة البيضاء. وإداريًا لمديرية الشرية. يبلغ تعداد سكانها 1684 نسمة حسب الإحصاء الذي جرى عام 2004.